# Volucella terauchii
Volucella terauchii är en tvåvingeart som beskrevs av Matsumura 1916. Volucella terauchii ingår i släktet humleblomflugor, och familjen blomflugor.
Artens utbredningsområde är Taiwan. Inga underarter finns listade i Catalogue of Life.